# Halldór Kiljan Laxness
Halldór Kiljan Laxness ( pronunciació en islandès (?·pàg.)), nascut com Halldór Guðjónsson, (Reykjavík, Islàndia, 1902 - Gljúfrasteinn, 1998) fou un escriptor islandès guardonat amb el Premi Nobel de Literatura l'any 1955.

## Biografia
Va néixer el 23 d'abril del 1902 a la ciutat de Reykjavík. El 1905, es va traslladar a la ciutat de Laxness, de la qual agafà el cognom, quan l'any 1923, es va convertir al catolicisme i va adoptar el nom de Kiljan (fins al 1925 es va permetre el canvi de cognom a Islàndia). Més tard es va fer comunista. El 1952, fou guardonat amb el Premi Internacional per la Pau, concedit pel World Peace Council.
Morí el 8 de febrer del 1998 a la seva residència de Gljúfrasteinn.

## Obra literària
Amb tot just 14 anys, va publicar el seu primer article al diari Morgunblaðið. Des d'aquell moment, no va parar d'escriure, i es convertí en un prolífic escriptor de novel·les, poesia, articles periodístics, contes, obres de teatre, etc., i fou l'escriptor més important del segle xx en llengua islandesa.
L'any 1955, fou guardonat amb el Premi Nobel de Literatura per la seva energia èpica viva que ha renovat el gran art narratiu d'Islàndia.
Laxness indica on escriu les obres: la primera part de la seva obra magna, la novel·la Sjálfstætt fólk (Gent autosuficient o Gent independent), publicada el 1934, consta com a escrita entre l'estiu de 1933, a Barcelona, i l'hivern de 1933-1934, a Barcelona i Copenhagen.

## Obra publicada
| - 1919: Barn náttúrunnar - 1924: Undir Helgahnúk - 1927: Vefarinn mikli frá Kasmír - 1931: Salka Valka - Þú vínviður hreini - 1932: Salka Valka - Fuglinnn í fjörunni - 1934: Sjálfstætt fólk - Landnámsmaður Íslands - 1935: Sjálfstætt fólk - Erfiðir tímar - 1937: Heimsljós - Ljós heimsins o Kraftbirtíngarhljómur guðdómsins - 1938: Gerska æfintýrið - 1938: Heimsljós - Höll sumarlandsins - 1939: Heimsljós - Hús skáldsins - 1940: Heimsljós - Fegurð himinsins - 1943: Íslandsklukkan - Íslandsklukkan - 1944: Íslandsklukkan - Hið ljósa man - 1946: Íslandsklukkan - Eldur í Kaupinhafn - 1948: Atómstöðin - 1952: Gerpla - 1952: Heiman eg fór - 1957: Brekkukotsannáll - 1960: Paradísarheimt - 1968: Kristnihald undir Jökli - 1970: Innansveitarkronika - 1972: Guðsgjafaþula - 1923: Nokkrar sögur - 1933: Fótatak manna - 1935: Þórður gamli halti - 1942: Sjö töframenn - 1954: Þættir - 1964: Sjöstafakverið, cuentos - 1987: Sagan af brauðinu dýra - 1992: Jón í Brauðhúsum - 1996: Fugl á garðstaurnum og fleiri smásögur - 1999: Úngfrúin góða og Húsið, obra pòstuma - 2000: Smásögur, obra pòstuma - 2001: Kórvilla á Vestfjörðum og fleiri sögur, obra pòstuma | - 1925: Kaþólsk viðhorf - 1929: Alþýðubókin - 1937: Dagleið á fjöllum - 1942: Vettvángur dagsins - 1946: Sjálfsagðir hlutir - 1950: Reisubókarkorn - 1955: Dagur í senn - 1959: Gjörníngabók - 1963: Skáldatími - 1965: Upphaf mannúðarstefnu - 1967: Íslendíngaspjall - 1969: Vínlandspúnktar - 1971: Yfirskygðir staðir - 1974: Þjóðhátíðarrolla - 1975: Í túninu heima, memòries - 1976: Úngur eg var, memòries - 1977: Seiseijú, mikil ósköp - 1978: Sjömeistarasagan, memòries - 1980: Grikklandsárið, memòries - 1981: Við heygarðshornið - 1984: Og árin líða - 1986: Af menníngarástandi - 1987: Dagar hjá múnkum, memòries - 1930: Kvæðakver - 1997: Únglíngurinn í skóginum - 1934: Straumrof - 1950: Snæfríður Íslandssól - 1954: Silfurtúnglið - 1961: Strompleikurinn - 1962: Prjónastofan Sólin - 1966: Dúfnaveislan - 1970: Úa - 1972: Norðanstúlkan |